# Horní Tošanovice
Horní Tošanovice är en ort i Tjeckien. Den ligger i den östra delen av landet, 300 km öster om huvudstaden Prag. Horní Tošanovice ligger 368 meter över havet och antalet invånare är 485.
Terrängen runt Horní Tošanovice är platt åt nordväst, men åt sydost är den kuperad. Runt Horní Tošanovice är det ganska tätbefolkat, med 80 invånare per kvadratkilometer. Närmaste större samhälle är Havířov, 10,9 km nordväst om Horní Tošanovice. Omgivningarna runt Horní Tošanovice är en mosaik av jordbruksmark och naturlig växtlighet.